# Anja Rubik
Anja Rubik (Rzeszów, 12 giugno 1983) è una supermodella polacca.

## Biografia
Nata in Polonia da genitori veterinari, all'età di 5 anni si trasferisce con la famiglia in Grecia, poi successivamente in Canada, Sudafrica e Francia. Qui, a Parigi, intraprende la carriera di modella durante i periodi di vacanza e dopo il diploma intraprende la professione di modella a tempo pieno. I genitori vivono attualmente in Polonia.
Dopo una lunga frequentazione si fidanza ufficialmente col modello serbo Sasha Knezevi poco prima del natale 2010, la coppia si sposa 16 luglio 2011 a Deia, Maiorca, con un abito disegnato per lei da Emilio Pucci. Nell'ottobre 2015 la modella annuncia la separazione dal marito e successivamente il divorzio.

## Carriera
La Rubik comincia la propria carriera di top model internazionale nei primi anni 2000, subito dopo essersi diplomata, e da quel momento è apparsa sulle copertine di diverse importanti riviste di moda, come Vogue, Numéro, Flair, Nylon, Elle, Harper's Bazaar (di quest'ultima è una delle modelle predilette) e molte altre. 
Inoltre la Rubik, dal 1999 al 2010, ha sfilato ininterrottamente tra New York, Londra, Milano e Parigi per tutte le più importanti case di moda al mondo tra cui: Givenchy, Chloé, Christian Dior, Hermès, Valentino, Oscar de la Renta, Chanel, Alberta Ferretti, Balenciaga, Vivienne Westwood, Louis Vuitton, Dolce & Gabbana, Prada, Gucci, Versace, Fendi, Paco Rabanne, Calvin Klein, Ralph Lauren, Donna Karan, Yves Saint Laurent, Roberto Cavalli, Missoni, Paul Smith, Moschino, Marc Jacobs, Jean Paul Gaultier, John Galliano, Karl Lagerfeld, Blumarine e moltissime altre.
La Rubik è anche stata la testimonial per le campagne pubblicitarie di Chloé, Oscar de la Renta, Christian Dior, Chanel, Bottega Veneta, Giorgio Armani, Emanuel Ungaro, Valentino, Dolce & Gabbana, Dsquared², Belstaff, Gianfranco Ferré, Versace, Jimmy Choo, Tod's, Escada, Estée Lauder, Gap, Giuseppe Zanotti e moltissime altre ancora.
Nel 2005 il sito style.com la cita come una delle nuove star delle passerelle internazionali.
Nel 2008 la Rubik diventa il volto della campagna pubblicitaria del profumo Chloé, insieme alle attrici Chloë Sevigny e Clémence Poésy. Nell'aprile dello stesso anno la rivista Vogue Francia la cita come una delle nuove top model internazionali.
Nel 2009 diventa il nuovo volto della campagna pubblicitaria di Armani Code e continua ad essere richiesta in passerella dai maggiori stilisti.
Dal 2009 al 2011 sfila per Victoria's Secret.
Nel 2010 continua a sfilare per importanti stilisti in tutto il mondo e diventa testimonial delle campagne pubblicitarie autunno/inverno 2010.11 di Fendi, Lanvin, Gap, Giuseppe Zanotti, Equipment e delle fragranze "Fan di Fendi" di Fendi e "Close" di Gap.
Rinnova inoltre il contratto come testimonial del profumo di Chloé.
Il sito models.com la riporta alla posizione numero 3 nella classifica delle 50 top model attualmente più importanti al mondo e alla posizione numero 23 nella classifica delle 25 top più pagate al mondo.
Nel 2014 viene scelta come testimonial del profumo Signorina Eleganza di Salvatore Ferragamo.

## Agenzie
- NEXT Model Management - New York, Londra, Milano, Parigi
- Seeds Management
- Modelwerk
- 2pm Model Management - Danimarca
- Chic Management

## Campagne pubblicitarie
- 7 For All Mankind P/E (2014)
- Anja Rubik Original Fragrance (2015-2016)
- Anthony Vaccarello A/I (2014) P/E (2015)
- Armani Code Fragrance A/I (2009)
- Balmain A/I (2009;2011) P/E (2012)
- Barneys A/I (2009) P/E (2011)
- Belstaff P/E (2008)
- Chloé A/I (2008;2012;2015)
- Chloé Fragrance (2008-2011)
- DKNY Woman Fragrance P/E (2011)
- Eddie Borgo P/E (2013)
- El Palacio de Hierro (2015)
- Elie Saab (2011-2015)
- Equipment A/I (2010)
- Etro A/I (2009)
- Fan di Fendi Fragrance (2010-2013)
- Fendi A/I (2010-2011) P/E (2010-2011)
- Forever 21 A/I (2014)
- Furla P/E (2015) A/I (2015)
- Gap P/E (2008-2009;2011) A/I (2009-2010)
- Gap Holiday (2008)
- Gap "Close" Fragrance (2011)
- Giorgio Armani Pre Collection P/E (2009)
- Giuseppe Zanotti P/E (2009-2011;2013) A/I (2009-2013)
- Gucci A/I (2009;2014) P/E (2013)
- H&M (2010-2011)
- Hugo Boss BOSS Womenswear A/I (2013)
- iCB A/I (2009)
- IRO A/I (2015-2016) P/E (2016)
- Jaeger P/E (2011)
- Jimmy Choo P/E (2018)
- Jones New York A/I (2009) P/E (2010)
- Karl by Karl Lagerfeld P/E (2012) A/I (2012)
- Kerastase (2016)
- Kurt Geiger A/I (2011-2012) P/E (2013)
- Lacoste P/E (2011)
- Lanvin A/I (2010)
- Mango (2010)
- Marc Jacobs P/E (2015)
- Massimo Dutti P/E (2011) A/I (2014)
- Michael Kors (2017)
- Mohito A/I (2015)
- Moschino A/I (2016)
- Nic + Zoe A/I (2013)
- Original by Anja Rubik Fragrance (2020)
- Oscar de la Renta P/E (2008) A/I (2008)
- Patrizia Pepe A/I (2012)
- Quazi Jewelry A/I (2009)
- Quazi A/I (2010)
- Ralph Rucci A/I (2014)
- Saint Laurent Summer (2021)
- Samsung (2011)
- Salvatore Ferragamo Signorina Eleganza Fragrance (2014)
- Tiffany & Co. Holiday (2015)
- Trussardi Fragrance A/I (2011)
- Yves Saint Laurent A/I (2012)
- YSL Parisienne Fragrance (2013)
- YSL Paris je t'aime Fragrance (2013)
- YSL14 by Anthony Vaccarello Summer (2018)
- Zimmermann Resort (2019)
- Zara x Anja Rubik - The Denim Collection (2021)